# Руби (река)
Руби (Пассамари-Крик; англ. Ruby River, Passamari River) — река в Монтане на Западе США. Правый приток Биверхед. Длина реки — 122 км (76 миль). Протекает в юго-западной части штата, по территории округа Мадисон. Площадь водосборного бассейна — 2521 км² (примерно 623 тысячи акров).
Руби начинается на юге округа Мадисон около границы с округом Биверхед. Генеральным направлением течения реки до хребта Грин-Хорн является север, далее Руби поворачивает на северо-запад, после впадения впадения Суитуотер — на север, от слияния с Олдером до устья течёт преимущественно на северо-запад. Южнее населённого пункта Туин-Бриджес впадает в Биверхед на высоте 1415 м над уровнем моря.